# Дженськ-Великий
Дженськ-Великий (пол. Drzeńsk Wielki, нім. Groß Drenzig) — село в Польщі, у гміні Ґубін Кросненського повіту Любуського воєводства.
Населення — 160 осіб (2011).
У 1975-1998 роках село належало до Зеленогурського воєводства.

## Демографія
Демографічна структура станом на 31 березня 2011 року:
|          | Загалом | Допрацездатний вік | Працездатний вік | Постпрацездатний вік |
| -------- | ------- | ------------------ | ---------------- | -------------------- |
| Чоловіки | 78      | 14                 | 58               | 6                    |
| Жінки    | 82      | 15                 | 53               | 14                   |
| Разом    | 160     | 29                 | 111              | 20                   |